# Ptyas carinata
Espèce
Synonymes
- Coryphodon carinatus Günther, 1858
- Zaocys carinatus (Günther, 1858)
- Zaocys tenasserimensis Sclater, 1891
- Ptyas carinatus (Günther, 1858)

Statut de conservation UICN

 LC  : Préoccupation mineure
Ptyas carinata  est une espèce de serpents de la famille des Colubridae.

## Répartition
Cette espèce se rencontre :
- aux Philippines sur l'île de Palawan ;
- en Indonésie sur les îles de Java, de Sumatra ainsi qu'au Kalimantan ;
- en Malaisie péninsulaire et en Malaisie orientale ainsi que sur l'île de Tioman ;
- à Singapour ;
- au Laos ;
- en Thaïlande ;
- au Cambodge ;
- en Birmanie ;
- au Viêt Nam ;
- en République populaire de Chine dans la province du Yunnan.

## Publication originale
- Günther, 1858 : Catalogue of Colubrine Snakes in the Collection of the British Museum, London, p. 1-281 (texte intégral).